# Felelősséglánc programtervezési minta
Az objektumorientált tervezésben a felelősséglánc egy tervezési minta, amely parancsobjektumokból és feldolgozó objektumokból áll. Minden egyes feldolgozó objektum tartalmazza azt a logikát, amellyel a parancsobjektum definiálható és kezelhető, valamint olyan folyamatokat, amiket kidolgozásra továbbadhat a lánc egy következő folyamatának. Olyan mechanizmus is létezik, amivel lehetőségünk adódik arra, hogy a felelősséglánc végén egy újabb feldolgozó objektumot adjunk hozzá.
A standard felelősséglánc egyik variációja úgy viselkedik, mint egy diszpécserközpont, mert képes parancsokat küldeni különböző irányokba, amivel át tudja alakítani a felelősségláncot. Bizonyos esetekben előfordulhat rekurzió. Ez akkor történik, amikor az éppen aktuálisan futó objektum meghív egy magasabban futó műveletet egy paranccsal, aminek az a célja, hogy a futó objektum kisebb részekre vágásával megpróbálja megoldani a problémát. Ebben az esetben a rekurzió vagy addig folytatódik, amíg a parancs futását le nem állítjuk, vagy addig, amíg az összes ágat be nem futja. Az XML fordító működik rekurzív módon.
Ez a tervezési minta hozzájárult a laza csatoltság ötletéhez, ami az egyik legjobb programozási gyakorlatnak tekinthető.

## Példa

### Java példa
Az alábbi példa bemutatja a tervezési mintát Java nyelven. Ebben a példában különböző szerepeket mutatunk be, ezek mindegyike tartalmaz egy fix fizetési limitet, valamint öröklődést. Minden alkalommal, amikor a felhasználó meghívja a fizetési kérést, és a kérésben szereplő összeg meghaladja a fixre állított fizetési limitet, a kérést átadja az osztály a gyermekének.
A PhurchasePower egy abstract osztály, egy processRequest nevű absztrakt metódussal.
```
abstract
 
class
 
PurchasePower
 
{

    
protected
 
static
 
final
 
double
 
BASE
 
=
 
500
;

    
protected
 
PurchasePower
 
successor
;

    
public
 
void
 
setSuccessor
(
PurchasePower
 
successor
)
 
{

        
this
.
successor
 
=
 
successor
;

    
}

    
abstract
 
public
 
void
 
processRequest
(
PurchaseRequest
 
request
);

}

```

Az abstract osztály felett négy megvalósítás van: Manager, Director, Vice President, President.
```
class
 
ManagerPPower
 
extends
 
PurchasePower
 
{

    
private
 
final
 
double
 
ALLOWABLE
 
=
 
10
 
*
 
BASE
;

    
public
 
void
 
processRequest
(
PurchaseRequest
 
request
)
 
{

        
if
 
(
request
.
getAmount
()
 
<
 
ALLOWABLE
)
 
{

            
System
.
out
.
println
(
"Manager will approve $"
 
+
 
request
.
getAmount
());

        
}
 
else
 
if
 
(
successor
 
!=
 
null
)
 
{

            
successor
.
processRequest
(
request
);

        
}

    
}

}

class
 
DirectorPPower
 
extends
 
PurchasePower
 
{

    
private
 
final
 
double
 
ALLOWABLE
 
=
 
20
 
*
 
BASE
;

    
public
 
void
 
processRequest
(
PurchaseRequest
 
request
)
 
{

        
if
 
(
request
.
getAmount
()
 
<
 
ALLOWABLE
)
 
{

            
System
.
out
.
println
(
"Director will approve $"
 
+
 
request
.
getAmount
());

        
}
 
else
 
if
 
(
successor
 
!=
 
null
)
 
{

            
successor
.
processRequest
(
request
);

        
}

    
}

}

class
 
VicePresidentPPower
 
extends
 
PurchasePower
 
{

    
private
 
final
 
double
 
ALLOWABLE
 
=
 
40
 
*
 
BASE
;

    
public
 
void
 
processRequest
(
PurchaseRequest
 
request
)
 
{

        
if
 
(
request
.
getAmount
()
 
<
 
ALLOWABLE
)
 
{

            
System
.
out
.
println
(
"Vice President will approve $"
 
+
 
request
.
getAmount
());

        
}
 
else
 
if
 
(
successor
 
!=
 
null
)
 
{

            
successor
.
processRequest
(
request
);

        
}

    
}

}

class
 
PresidentPPower
 
extends
 
PurchasePower
 
{

    
private
 
final
 
double
 
ALLOWABLE
 
=
 
60
 
*
 
BASE
;

    
public
 
void
 
processRequest
(
PurchaseRequest
 
request
)
 
{

        
if
 
(
request
.
getAmount
()
 
<
 
ALLOWABLE
)
 
{

            
System
.
out
.
println
(
"President will approve $"
 
+
 
request
.
getAmount
());

        
}
 
else
 
{

            
System
.
out
.
println
(
 
"Your request for $"
 
+
 
request
.
getAmount
()
 
+
 
" needs a board meeting!"
);

        
}

    
}

}

```

A következő kód definiálja a PurchaseRequest osztályt és beállítja a kért adatokat.
```
class
 
PurchaseRequest
 
{

    
private
 
double
 
amount
;

    
private
 
String
 
purpose
;

    
public
 
PurchaseRequest
(
double
 
amount
,
 
String
 
purpose
)
 
{

        
this
.
amount
 
=
 
amount
;

        
this
.
purpose
 
=
 
purpose
;

    
}

    
public
 
double
 
getAmount
()
 
{

        
return
 
amount
;

    
}

    
public
 
void
 
setAmount
(
double
 
amt
)
 
{

        
amount
 
=
 
amt
;

    
}

    
public
 
String
 
getPurpose
()
 
{

        
return
 
purpose
;

    
}

    
public
 
void
 
setPurpose
(
String
 
reason
)
 
{

        
purpose
 
=
 
reason
;

    
}

}

```

A következő példában az örökös osztályok beállítják a korábban definiált megvalósításokat, ebben a sorrendben: Manager -> Director -> Vice President -> President.
```
class
 
CheckAuthority
 
{

    
public
 
static
 
void
 
main
(
String
[]
 
args
)
 
{

        
ManagerPPower
 
manager
 
=
 
new
 
ManagerPPower
();

        
DirectorPPower
 
director
 
=
 
new
 
DirectorPPower
();

        
VicePresidentPPower
 
vp
 
=
 
new
 
VicePresidentPPower
();

        
PresidentPPower
 
president
 
=
 
new
 
PresidentPPower
();

        
manager
.
setSuccessor
(
director
);

        
director
.
setSuccessor
(
vp
);

        
vp
.
setSuccessor
(
president
);

        
// Press Ctrl+C to end.

        
try
 
{

            
while
 
(
true
)
 
{

                
System
.
out
.
println
(
"Enter the amount to check who should approve your expenditure."
);

                
System
.
out
.
print
(
">"
);

                
double
 
d
 
=
 
Double
.
parseDouble
(
new
 
BufferedReader
(
new
 
InputStreamReader
(
System
.
in
)).
readLine
());

                
manager
.
processRequest
(
new
 
PurchaseRequest
(
d
,
 
"General"
));

           
}

        
}
 
catch
(
Exception
 
e
)
 
{

            
System
.
exit
(
1
);

        
}

    
}

}

```

## Megvalósítások

### A Cocoa és a Cocoa Touch keretrendszer
A Cocoa és Cocoa Touch keretrendszert az OS X és iOS operációs rendszerek használják. A két keretrendszer gyakran használja a felelősséglánc tervezési mintát az események kezelésére.Az objektumok meghívnak egy válaszadó objektumot, ami öröklődik az NSResponder (OS X)/UIResponder (iOS) osztályokban. Az összes nézet objektumban (NSView/UIView), nézetet irányító objektumban (NSViewController/UIViewController), ablak objektumokban (NSWindow/UIWindow), valamint az applikációs objektumban (NSApplication/UIApplication) van válaszadó objektum
Tipikusan, amikor a nézet kap egy eseményt, amit nem tud kezelni, kiszervezi azt a nézet irányító, vagy az ablak objektumokba. Ha ezek az objektumok sem tudják kezelni az eseményt, akkor ők is kiszervezik az applikációs objektum felé, ami a láncban az utolsó objektum.
Például:
- OS X-en, amikor megmozdítasz egy ablakot az egérrel, akkor azt normál estben bárhová le lehet tenni. Kivételt képez az a helyzet, amikor egy másik esemény útban van (pl. csúszkairányító), Ha nincs nézet (vagy szupernézet), hogy azt lekezelje, akkor az operációs rendszer elküldi az eseményt a felelősségláncba, átadva így a felelősséget annak.
- iOS-en éppen a mozgatott esemény az, amelyik vezeti a hierarchiát a nézet alatti osztály helyett. Övé a prioritás, és ha ez problémát okoz, akkor a válaszadó lánc felfüggeszti az összes nézeteseményt, és lekezelni a problémás részt.

## Fordítás
Ez a szócikk részben vagy egészben  a   Chain-of-responsibility pattern című angol Wikipédia-szócikk ezen változatának fordításán alapul.  Az eredeti cikk szerkesztőit annak laptörténete sorolja fel. Ez a jelzés csupán a megfogalmazás eredetét és a szerzői jogokat jelzi, nem szolgál a cikkben szereplő információk forrásmegjelöléseként.